# استینتون، ادن
استینتون (به انگلیسی: Stainton) یک روستا در بریتانیا است که در Dacre واقع شده‌است.